# Bionade

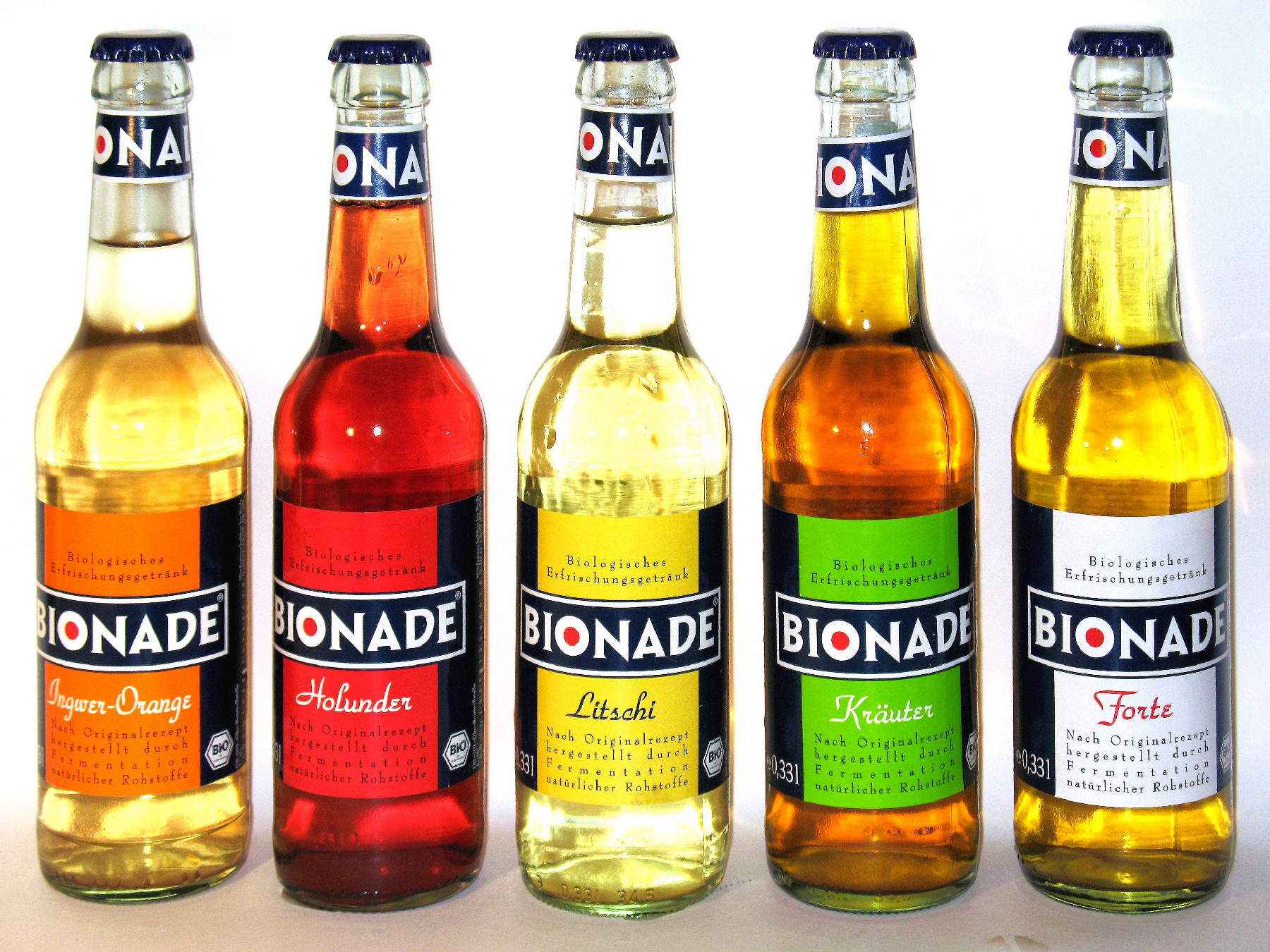
Varios sabores de Bionade

Bionade es una gama de bebidas ecológicas, fermentadas y carbonatadas. Se elabora en la población bávara de Ostheim vor der Rhön (Alemania) en las instalaciones de la fábrica de cerveza Peter, ahora propiedad de Dieter Leipold.

## Producto
Leipold tuvo la idea de crear una bebida sin alcohol producida con los mismos principios y bajo las mismas leyes de pureza utilizados para elaborar cerveza: sin utilizar jarabe de maíz u otros aditivos artificiales y hacerla por medio de fermentación. La bebida solo constaría de los ingredientes naturales malta, agua, azúcar, y esencias de frutas. 
Leipold experimentó durante ocho años, gastándose 1,5 millones de euros del dueño de la fábrica de cerveza Peter Kowalsky. Su laboratorio era un baño. Aisló una cepa bacteriana capaz de convertir el azúcar que normalmente se convierte en alcohol en ácido glucónico no alcohólico, que utilizó para fermentar la nueva bebida.
Leipold se niega a divulgar el proceso químico exacto que utilizó para hacer esto. Afirma que el ácido glucónico hace más fuerte el sabor del azúcar, de manera que se necesita menos cantidad. Tras la fermentación, los sabores naturales (saúco, lichi, jengibre-naranja, membrillo o hierbas) se añaden mediante efervescencia.
Todos los sabores de la bebida contienen agua, azúcar, malta (2%), ácido carbónico, carbonato de calcio y carbonato de magnesio. 
La variedad con sabor a hierbas también contiene aromas naturales de hierbas; la de sabor a lichi, aroma natural; la de sabor a saúco contiene, además, zumo concentrado de saúco y aromas naturales; y las botellas con sabor a jengibre-naranja contienen extracto de jengibre y aroma natural.
El azúcar, la cebada y las bayas de saúco se cultivan por medio de agricultura ecológica.

## Promoción
Como las primeras ventas solo alcanzaron un público limitado, Kowalsky contrató al experto en marketing Wolfgang Blum en 1999. Blum ideó una estrategia de marketing nueva para Bionade. Se diseñó un logotipo retro azul, blanco y rojo. La botella se hizo de cristal transparente (en vez de marrón) pero la forma se basó en el clásico formato vítreo de cuello largo de cerveza. Esto facilitó la logística de distribución de la bebida y también ayudó a vender Bionade en bares y clubes nocturnos como una bebida sin alcohol parecida a la cerveza.
El producto se calificó como una bebida moderna y nueva. Puesto que la compañía no podía permitirse anunciarlo en televisión o en la prensa escrita, primero empezó a venderlo en algunos bares y restaurantes de Hamburgo, a menudo frecuentados por comerciales y publicistas. Los siguientes intentos de marketing viral fueron patrocinios de eventos deportivos, culturales e infantiles por toda Alemania.
Bionade enfatiza que sabe como los refrescos pero es más sano que la mayoría de ellos, que tienen un alto contenido en azúcar. El fabricante reivindica lo saludable refiriéndose al relativamente bajo nivel de azúcar y sodio y mejora de los aditivos aromatizantes, la ausencia de fósforo y un estabilizante, mientras que el calcio y el magnesio están presentes. La página web reivindica más lo saludable y sugiere que el calcio es necesario para huesos, dientes, nervios y músculos. Mientras que el magnesio, según parece, trabaja contra la languidez y la fatiga.

## Historia
Leipold, creador de Bionade, una marca registrada de Bionade GmbH, fue el maestro cervecero en Privatbrauerei Peter en Ostheim, una ciudad de 4000 habitantes en el norte de Baviera. Era amigo de la familia dueña de la cervecera y estaba preocupado por el futuro de la compañía, que estaba a punto de quebrar.
Las ventas comenzaron en 1995. Bionade se vendía primero en balnearios y gimnasios e incluso fue elegido por Göttsche, el mayor distribuidor de bebidas de Hamburgo en 1998, pero no llegó a más consumidores.
Entre 2002 y 2003 se vendieron dos millones de botellas. Una ola de conciencia acerca de la salud estaba barriendo Alemania: por ejemplo, el 75% de los alemanes aprobaron la prohibición de fumar en bares. En 2004, Coca-Cola se ofreció para comprar los derechos y la marca, pero el fabricante rechazó la oferta mencionando sus planes de expandir la bebida al extranjero por su cuenta.
Las ventas alcanzaron 7 millones en 2004, 20 en 2005, 70 en 2006 y se prevén 250 para el año 2007.
Bionade se empezó a vender fuera de Alemania, en 2006 ya había llegado a Suiza, Austria y Benelux. Más tarde se podía adquirir en Escandinavia, Italia, Portugal, España e Irlanda.
En 2007, empezó su primera campaña publicitaria bajo el eslogan “Bionade. Das offizielle Getränk einer besseren Welt” (“Bionade. La bebida oficial de un mundo mejor”). Este atrajo a algunos de los que se manifestaban en contra de la 33ª cumbre del G8 que estaba teniendo lugar al mismo tiempo y de forma paralela en Heiligendamm y en Mecklemburgo-Pomerania Occidental y que acuñó el estereotipo de que los activistas del movimiento antiglobalización siempre beben esta bebida. La campaña abarcó carteleras de 15 ciudades alemanas y anuncios de radio.
Kowalsky afirma que está dispuesto a promocionar Bionade como “Volksbrause”, un refresco gaseoso popular entre clientes y sectores de mercado diferentes. El hecho de que Beatrice Guillaume-Grabisch, directora de Coca-Cola, dijera públicamente “no seamos ansiosos” refiriéndose a Bionade se vio como una especie de elogio para el recién llegado al altamente diversificado comercio alemán de refrescos y agua mineral.
En 2006 se vendieron 73 millones de botellas de Bionade y en 2007 se podía adquirir en Estados Unidos.
La bebida ya se encuentra en Austria, Australia, Suiza, Escandinavia, Benelux, Hungría , Italia, Japón, España, Portugal e Irlanda.